# Булгаков, Александр Герасимович
Алекса́ндр Гера́симович Булга́ков (19 февраля 1910, с. Нижняя Медведка, Алтайский край — 28 ноября 1984, Чита) — командир танкового батальона 20-й танковой бригады 11-го танкового корпуса 8-й гвардейской армии 1-го Белорусского фронта. Герой Советского Союза.

## Биография

### Ранние годы
Александр Герасимович Булгаков родился в селе Нижняя Медведка Тюменцевского района Алтайского края в семье русского крестьянина. С 15 лет работал по найму у кулаков. Организовав в своём селе комсомольскую ячейку, с 1927 года Булгаков был инструктором районного комитета ВЛКСМ. Окончив в 1928 году 7 классов, Булгаков проходил обучение в Новосибирской партшколе. В дальнейшем Булгаков стал председателем сельсовета в родном селе и одним из организаторов колхоза.
В 1932 году Александр Булгаков вступил в ряды Красной армии. Окончив пограншколу НКВД в Кяхте, Булгаков служил на заставе «Монды» 19-й Тункинской комендатуры на границе Читинской области и Маньчжурии. Отсюда он был откомандирован в учебное подразделение Харьковского танкового училища, дислоцированное в посёлке Даурия Читинской области, по окончании которого в звании младшего лейтенанта вернулся в пограничные войска. До начала Великой Отечественной войны Булгаков служил командиром погранзаставы 74-го погранотряда. Член ВКП(б) с 1938 года.

### Участие в Великой Отечественной войне
В сентябре 1941 года Булгаков подал рапорт об отправке на фронт и был назначен комендантом штаба 17-й стрелковой дивизии 33-й армии Западного фронта. В этом качестве старший лейтенант Булгаков участвовал в боях под Спас-Деменском, Медынью и на реке Наре. Дивизия, в которой служил Булгаков, оказалась одной из немногих, которые не попали в окружение. Несмотря на потери, дивизия организованно отходила на промежуточные рубежи и окончательно закрепилась на рубеже реки Нары в районе города Верея. Работники штаба дивизии, в том числе и Булгаков, неоднократно в оружием в руках вступали в схватки с врагом.
С 11 по 13 октября 1941 года в районе Вереи в полосе развёртывания 33-й армии стала действовать 20-я отдельная танковая бригада. Булгаков был переведён в её состав и до лета 1943 года был комендантом штаба, командиром роты управления, офицером связи штаба. При этом Булгаков лично принимал участие в боях в ноябре-декабре 1941 года при обороне Можайского рубежа. В декабре Булгаков участвовал в контрнаступлении. В боях на подступах в Гжатску старший лейтенант Булгаков получил ранение и был отправлен в медсанбат.
Летом 1942 года 20-я танковая бригада в составе 11-го танкового корпуса была переброшена на Калининский фронт под город Великие Луки. Будучи офицером связи штаба, Булгаков в мороз, почти под непрерывным обстрелом врага налаживал и поддерживал непрерывную связь между подразделениями бригады и другими соединениями, действующими в этом районе. 17 января 1943 года город Великие Луки был освобождён советскими войсками.
Весной 1943 года, после непродолжительной переподготовки, Булгаков стал действующим танкистом и был назначен на должность старшего адъютанта батальона. В это же время 20-я танковая бригада 11-го корпуса была переброшена в состав 2-й танковой армии на Центральный фронт и оказалась на южном фасе Орловской дуги. В июле 1943 года началась Орловская наступательная операция, а 5-го августа батальон Булгакова одним из первых вошёл в освобождённый город Орёл. 23 августа на подступах к городу Карачев Брянской области Булгаков заменил выбывшего командира батальона и руководил действиями танкистов при освобождении нескольких населённых пунктов. Будучи раненым в голову, он не оставил поле боя, а продолжал руководить подразделением, умелым манёвром ворвавшись в посёлок Долгий и нанеся противнику большой урон. За эти бои капитан Булгаков был награждён орденом Красной Звезды.
Будучи переброшенным в состав 4-й танковой армии на Южный фронт, 11-й танковый корпус принял участие в освобождении Мелитополя. Булгаков, уже командовавший танковым батальоном, в боях получил третье ранение, но остался в строю до окончательного освобождения Мелитополя. Несколько раз батальон Булгакова оставался отбивать контратаки противника, пока советские части перегруппировывались. За отличие в этих боях Булгаков был награждён орденом Отечественной войны II степени.
В феврале 1944 года 11-й танковый корпус был переведён на 1-й Украинский фронт и включён в состав 13-й армии. Здесь, в ходе Ровно-Луцкой операции, Булгаков участвовал в освобождении городов Олевск, Сарны и дошёл до Ковеля.
В мае того же года 11-й танковый корпус был переведён на 1-й Белорусский фронт, где участвовал в Люблин-Брестской операции. 17 июля 1944 года корпус, следовавший без должной поддержки стрелковых войск, наткнулся на скрытный рубеж обороны противника. Две танковые бригады попали под артиллерийский огонь, в результате чего было потеряно 75 танков. Только 20-я танковая бригада, благодаря умелым действиям капитана Булгакова, сумела прорвать рубеж и продвинуться вглубь фашистской обороны. 20 июля 1944 года батальон Булгакова, пройдя по тяжёлой, лесисто-болотистой местности, без потерь достиг и форсировал реку Западный Буг в районе села Гуща Любомльского района Волынской области. Атаковав города Парчев и Радзынь, танкисты 20-й бригады дезорганизовали оборону противника в этом районе. 24 июля батальон Булгакова напал на немецкий аэродром в районе Радзыни, где захватил большое количество военного имущества, включая свыше 200 тонн бензина и смазочных масел и шесть самолётов. Захват был настолько внезапным, что противник даже не успел взорвать склады, несмотря на то, что те были подготовлены к взрыву. В тот же день батальон Булгакова с ходу овладел городом Лукув, подступы к которому прикрывались значительными группами пехоты и артиллерии противника. Выбив врага из Лукува, батальон Булгакова перекрыл железную и шоссейную дороги Брест — Варшава, а также захватил 10 эшелонов с большим количеством военного имущества. За этот подвиг капитан Булгаков был представлен к званию Героя Советского Союза, которое было ему присвоено указом Президиума Верховного Совета СССР от 26 сентября 1944 года с вручением Ордена Ленина и медали «Золотая Звезда».
28 июля 1944 года батальон Булгакова продолжил наступление и, ликвидировав сопротивление, овладел городом Седлец. Фактически оказавшись в окружении противника, батальон держал оборону, пока не подошли основные силы. Героические действия личного состава и капитана Булгакова значительно упростили стрелковым подразделениям захват плацдарма на западном берегу Вислы в районе города Пулавы. 18 августа Булгакову было присвоено звание майора.
В начале январе 1945 года батальон Булгакова в качестве передового отряда участвовал в Висло-Одерской операции. Пройдя с боями города Радом и Томашув, батальон достиг Одера в районе города Кюстрин и способствовал стрелковым подразделениям 8-й гвардейской и 5-й ударной армий в захвате плацдарма на западном берегу реки. В результате действий батальон Булгакова противник лишился 19-и танков и самоходных орудий, 14-и орудий разного калибра, 15-и миномётов, 73-х машин, 85-и мотоциклов и 930 солдат. За отличие в этих боях майор Булгаков был награждён орденом Александра Невского.
В составе 1-й гвардейской танковой армии батальон майора Булгакова принял участие в штурме Берлина. 22 апреля 1945 года батальон Булгакова вёл ожесточённые уличные бои на улицах Берлина, продвигаясь к центру города. Именно там майор Александр Герасимович Булгаков и встретил День Победы.

### После войны
После войны гвардии майор Булгаков некоторое время командовал 145-м отдельным танковым батальоном 74-го гвардейского механизированного полка 20-й гвардейской механизированной дивизии. В 1946 году Булгаков вышел в запас и вернулся в Алтайский край, где работал заведующим торговым отделом Тюменцевского райисполкома и, позже, на шахте «Восточная». В дальнейшем, переехав в Читу, Булгаков до пенсии работал в Черновском леспромхозе.
28 ноября 1984 года Александр Герасимович Булгаков скончался. Могила Булгакова, находящаяся на Черновском кладбище Читы, неоднократно подвергалась вандализму.

### Память
- Именем Александра Булгакова назван проезд в Черновском районе г. Читы[1].
- На доме, где он жил в Чите, установлена мемориальная доска.
- Мемориальная доска в память о Булгакове установлена Российским военно-историческим обществом на здании Читинской школы № 7, где он учился.